# 無色
無色（むしょく）とは「色が無い」ことを指す。英語でカラーレス（Colorless / Colourless）と言う。

## 透明との関係
「無色」と「透明」の関係について、「透明」というのは透けて見える状態を指し、「無色」に白色又は無彩色（共に不透明）の意味が含まれると、「透明」とは異なる意味になる。また、「無色」を透明の意味で用いる場合もあるが、「透明」が必ずしも無色とは限らない（例：着色水溶液、カラーフィルターなど）。

このように「無色」の意味として、
- 狭義に、無色透明
- 一般に、無色透明・白色（半透明、不透明）
- 広義に、無色透明・無彩色（白色、灰色、黒色など）